# 申鶴
申鶴是米哈遊開發電子遊戲《原神》中的虛構角色，角色於遊戲2022年更新的2.4版本中登場。申鶴是遊戲中虛構國家璃月的修道者，本為驅邪世家後人，後來被留雲借風真君收為弟子。申鶴的中文配音為秦紫翼，日文配音為川澄綾子，韓文配音為李贤真，英文配音為雀兒喜·科沃卡。

## 創作及設計
在2020年9月《原神》發佈後數週，就有玩家透過解包遊戲文件，發現部分未正式公佈的遊戲角色，申鶴就是其中之一。由於發現的角色文件名為「Shenhe」，玩家根據遊戲世界觀推測中文名為「神鶴」，並推測Shenhe是已經登場的仙人留雲借風真君化為人形時的化名，又或者是留雲借風真君使用機關術製造的「人偶」。直到2021年10月《原神》更新了2.2版本，璃月地區出身的角色如胡桃、行秋、甘雨等的語音中都增加了關於申鶴的內容，玩家才得知角色中文名為「申鶴」，是一個和留雲借風真君有關又獨立的新角色。
2021年11月22日，米哈遊在Twitter上透露即將推出的新角色「申鶴」和「雲堇」並附上角色插畫，資料顯示申鶴將會是《原神》中第二個使用長柄武器的冰元素角色。新造型和解包的角色模型形象最大的差別就是髮型的改變，兩個版本造型都有一襲長髮，新版本是將長髮扎成辮子而舊版是直髮。2022年1月4日，米哈遊發佈了關於申鶴的介紹視頻「申鹤：霜羽翩翾」，視頻中展示了申鶴的技能和玩法，其中還展示了一段申鶴和另一個角色重雲的相遇故事，引起粉絲熱情討論兩個角色之間的關係。製作組將申鶴定位為一個輔助型角色，部分技能能對同為冰元素的角色提供加成。申鶴的設定可以簡單歸納為「仙氣」和「驅邪」，「仙氣」是申鶴的形象特征，在製作申鶴的普通攻擊和戰技動畫時，製作組參考了中國武俠文化中的輕功，以呈現這個特點；而「驅邪」呼應申鶴的身世背景，製作組透過在角色技能中加入「分身」和「符籙」的元素來表達，為了強化申鶴驅邪世家的形象，在待機動畫設計上也加入了符籙的元素。
申鶴的中文配音是秦紫翼，角色中文配音的試音階段，製作組對配音的要求是塑造出「冷若冰霜」，「天真又冷漠」，同時帶有一些狠戾的形象，秦紫翼經過兩次角色試音，才確認角色的演出風格。角色的日文配音為川澄綾子，川澄綾子表示從接收到的申鶴角色設定和台詞本後，就感覺申鶴是一個出塵脫俗的女子，同時缺乏人類常識的設定，給人一種天然呆的感覺。她認為申鶴在和旅行者（玩家）相處一段時間後，性格應該會改變。角色的英文配音為雀兒喜·科沃卡，雀兒喜認為申鶴是一個冷漠的冰山美人，給人感覺好像一直打著撲克臉，不會表露任何感情。

## 作品中表現

### 角色故事
申鶴是出身自驅邪世家的凡人，後來被仙人留雲借風真君收為弟子，從此過上與世隔絕的修道生活。由於長期居於山林之間，故不識人情世故，偶遇不平必定出手相助，事後又拂袖而去。璃月港一帶流傳申鶴的事跡，當地的戲曲家更將申鶴的故事改編成本土戲曲「璃月戲」，曲名為《神女劈觀》在當地廣為傳頌。
申鶴幼時，母親病逝，父親為了復活妻子，雲遊四海習得邪術，以召喚黑色「仙靈」獻祭活人以復活死者。父親打算將申鶴獻祭，在獻祭現場申鶴使用母親遺留的驅邪匕首，和黑色「仙靈」對峙數日。後有仙人留雲借風真君循邪靈氣息，尋到獻祭之地並救下申鶴。仙人見申鶴資質絕佳將其收為門下弟子，又見申鶴天煞孤星，使用法術約束其煞氣，這法術也封鎖了她的情感。直到後來與旅行者相遇，申鶴才重新恢復部分的情感。

### 角色玩法
《原神》2.4版本「飞彩镌流年」更新之後，玩家可以在遊戲中透過祈願的方式讓申鶴加入隊伍。申鶴在遊戲中定位是冰元素角色的攻擊輔助，她的技能能給隊友該來增益效果，能對同為冰元素的角色提供加成，提高冰元素角色的對敵人和怪物的傷害。申鶴也合適作為隊伍中的進攻角色，雖然她的攻擊力比不上在遊戲中最高的角色魈，但是在被動和主動技能加持下在某些場景有特別的優勢。

## 反響及評價
申鶴在正式上線之前，獲得很多玩家的關注。自玩家透過解包《原神》遊戲文件獲知申鶴之後，就有粉絲利用從遊戲文件中獲得的資料製作申鶴的角色模型，部分擅長繪畫的粉絲創作申鶴的同人插畫，如aliceofoz就為申鶴創作穿著西裝的插畫。在2021年11月22日米哈遊首次披露申鶴的造型時，申鶴的相關標籤一度登上Twitter趨勢第三位。
角色性感的造型獲得《香港01》和INSIDE評論員的好評，但是部分玩家在新浪微博上批評這種設計有色情成分和不尊重女性，腹部的花紋被這部分玩家認為是在影射淫紋，提出修改其造型。同時也有玩家反駁淫紋說，指出腹部的花紋為敦煌藝術中的忍冬（金銀花）紋。角色塑造獲得新加坡雅虎新聞和Screen Rant的稱讚，Screen Rant評論員表示申鶴的故事既美麗又苦澀，角色的情感被法術約束，讓她顯得冷漠又拒人千里，但是她並沒有惡意邪念，只是悲劇的受害者。
角色玩法上，Screen Rant的雷恩·肯利認為申鶴和遊戲中岩元素的角色五郎定位差不多，都能加強隊伍中同一元素的角色能力。對於想提高其他冰元素角色進攻能力的玩家來說，申鶴完全有能力成為最佳的冰元素輔助。《香港01》外鄉人也指出與其他泛用輔助角色相比，申鶴局限在冰元素隊伍，角色命座提升增益也不明顯。新加坡雅虎新聞的庫爾特·洛薩諾則留意到，角色升級需要的素材，要完成一些主線劇情才有入手的途徑，對新人玩家很不友好。

## 外部連結
- bilibili上的《原神》申鹤角色PV——「孤辰新梦」
- bilibili上的《原神》角色演示-「申鹤：闻鹤于野」
- bilibili上的《原神》拾枝杂谈-「申鹤：霜羽翩翾」